# Antti Hackzell
Anders (Antti) Verner Hackzell (né le 20 septembre 1881 à Mikkeli, mort le 14 janvier 1946) est un diplomate et homme d'État finlandais, membre du Parti de la coalition nationale (Kok).
Il est Premier ministre d'août à septembre 1944,,.

## Biographie
Il fait des études de droit à l'université d'Helsinki et devient juriste. Après avoir été gouverneur de la province de Viipuri il est ambassadeur de Finlande à Moscou de 1922 à 1927. Il est ministre des affaires étrangères de 1932 à 1936 dans le gouvernement Kivimäki.
Dans les années 1930, il dirige une usine de papier et la confédération des employeurs finlandais. Il est nommé premier ministre le 8 août 1944 et forme le gouvernement de coalition Hackzell dans le but de conclure un accord de paix avec l'URSS. 
Il fait un malaise cardiaque le 14 septembre 1944 pendant les négociations avec Molotov et est remplacé par Carl Enckell.

## Ouvrages
- Santarmipäällikkö Freibergin esitys Suomen asevelvollisuuden lakkauttamisesta. Helsinki 1933
- Sotien probleemi : esitelmä Suomalaisessa Klubissa 13.1.1939. Suomalainen Klubi, Helsinki 1940
- Huru mycket har kriget kostat finland? Referat över föredrag vid ordinarie sammanträdet den 3 november 1942. Stockholms köpmansklubb, Stockholm 1942